# Lavatera
Lavatera is een geslacht uit de kaasjeskruidfamilie. De soorten komen voor in het Middellandse Zeegebied, Centraal-Azië, Oost-Azië, Noord-Amerika en Australië.

## Soorten[1]
- Lavatera bryoniifolia
- Lavatera cachmeriana
- Lavatera flava
- Lavatera oblongifolia
- Lavatera olbia
- Lavatera punctata
- Lavatera thuringiaca
- Lavatera triloba
- Lavatera trimestris